# Język malezyjski
Język malezyjski (malez. bahasa Malaysia) – określenie języka malajskiego używanego w Malezji. Termin ten może określać standard języka malajskiego funkcjonujący w Malezji, pozwalając odróżnić ten wariant od odmian stosowanych w sąsiednich krajach, takich jak język indonezyjski. Sformułowanie to podkreśla także, że narodowy język malajski należy nie tylko do Malajów, lecz do wszelkich grup etnicznych zamieszkujących kraj.
Zgodnie z art. 152 konstytucji Malezji funkcję języka narodowego i urzędowego pełni „język malajski” (bahasa Melayu). Bahasa Melayu to rodzima i tradycyjna nazwa języka. Sporadycznie w użyciu oficjalnym w Malezji spotyka się termin bahasa Malaysia, czyli „język malezyjski”. Określenie to zostało wprowadzone w latach 70. XX wieku w celu podkreślenia, że malajski powinien być uważany za język nie tylko Malajów, ale również ludności chińskiej, indyjskiej i pozostałych grup etnicznych. W 1986 roku powrócono do nazwy bahasa Melayu („język malajski”). W 2007 roku ponownie wprowadzono termin bahasa Malaysia, aby zaszczepić wśród różnych grup etnicznych poczucie związku języka ze wspólną tożsamością malezyjską. W języku angielskim pozostał w użyciu termin (the) Malay language.
Standard języka malajskiego używany w Malezji jest bardzo zbliżony do odmian z Brunei i Singapuru. Indonezja i Malezja również mają w dużej mierze wspólny język standardowy (od 1972 r. zapisywany przy użyciu jednej wersji ortografii). Standardowy malajski, wraz z indonezyjskim, uchodzi za produkt świadomych (i umotywowanych politycznie) działań o charakterze inżynierii językowej. Większe różnice językowe ujawniają się w przypadku potocznych odmian malajskiego, które są używane w codziennych kontaktach lokalnych i międzyetnicznych; odmiany te często nie są dobrze wzajemnie zrozumiałe. Regulacją standardowego języka malajskiego w Malezji zajmuje się instytucja Dewan Bahasa dan Pustaka.
W Malezji główny system pisma to alfabet łaciński. Sporadycznie używa się pisma jawi, czyli zmodyfikowanej wersji alfabetu arabskiego. Pismo jawi wychodzi z użycia.